# Safer Sali
Safer „Sali” Saliovski (ur. 3 czerwca 1946 w Wełesie) – jugosłowiański zapaśnik walczący w stylu wolnym. Olimpijczyk z Monachium 1972, gdzie odpadł w eliminacjach w kategorii do 68 kg.
Brązowy medalista mistrzostw Europy w 1970 i 1972. Wicemistrz igrzysk śródziemnomorskich w 1971 roku.